# Havlovice (Kobyly)
Havlovice (německy Hawlowitz) je vesnice, část obce Kobyly v okrese Liberec. Nachází se asi 1,5 kilometru jihovýchodně od Kobyl. Prochází zde silnice II/279. Havlovice leží v katastrálním území Kobyly o výměře 7,47 km².

## Historie
První písemná zmínka o vesnici pochází z roku 1373.

## Galerie

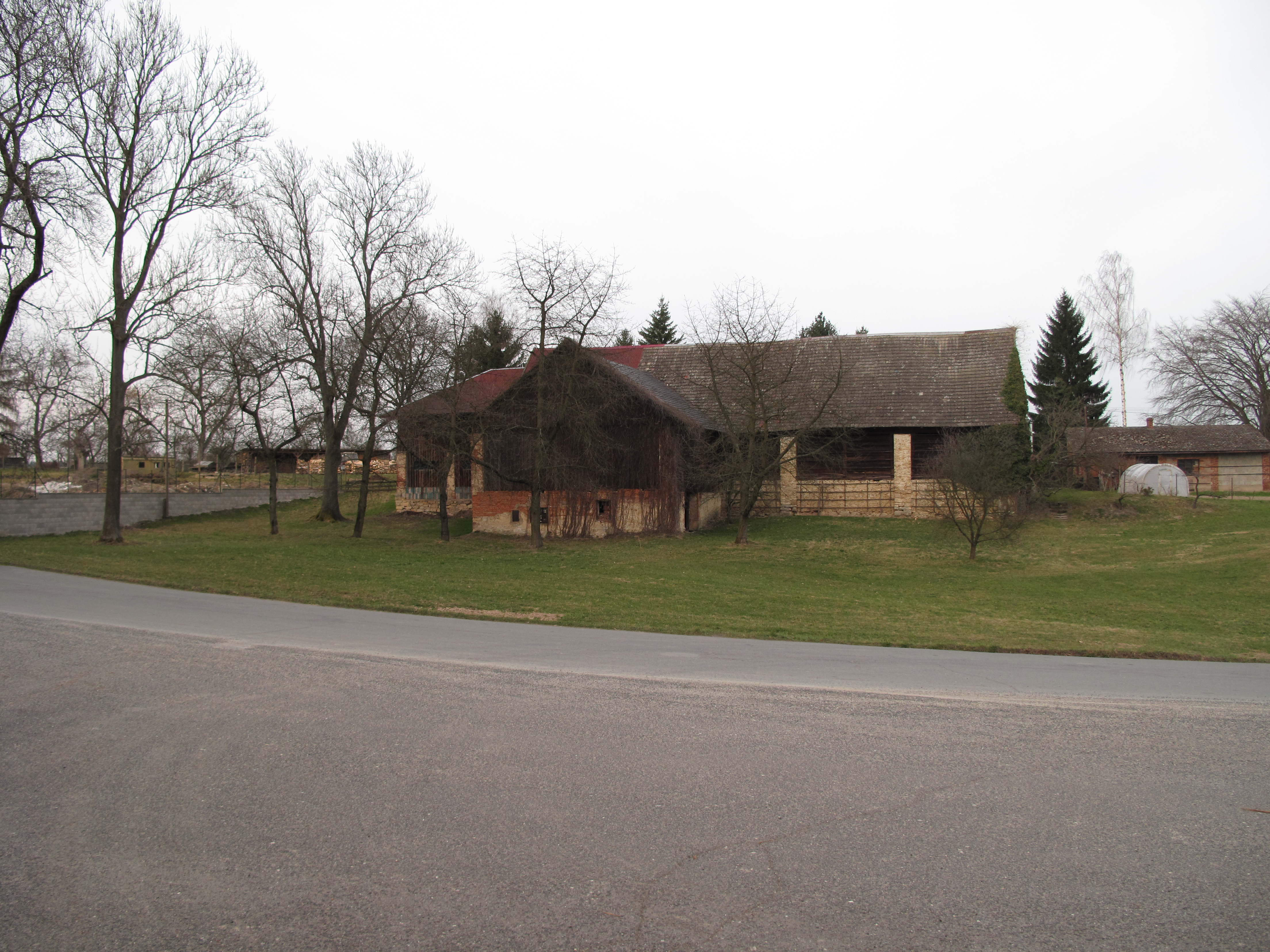
Statek
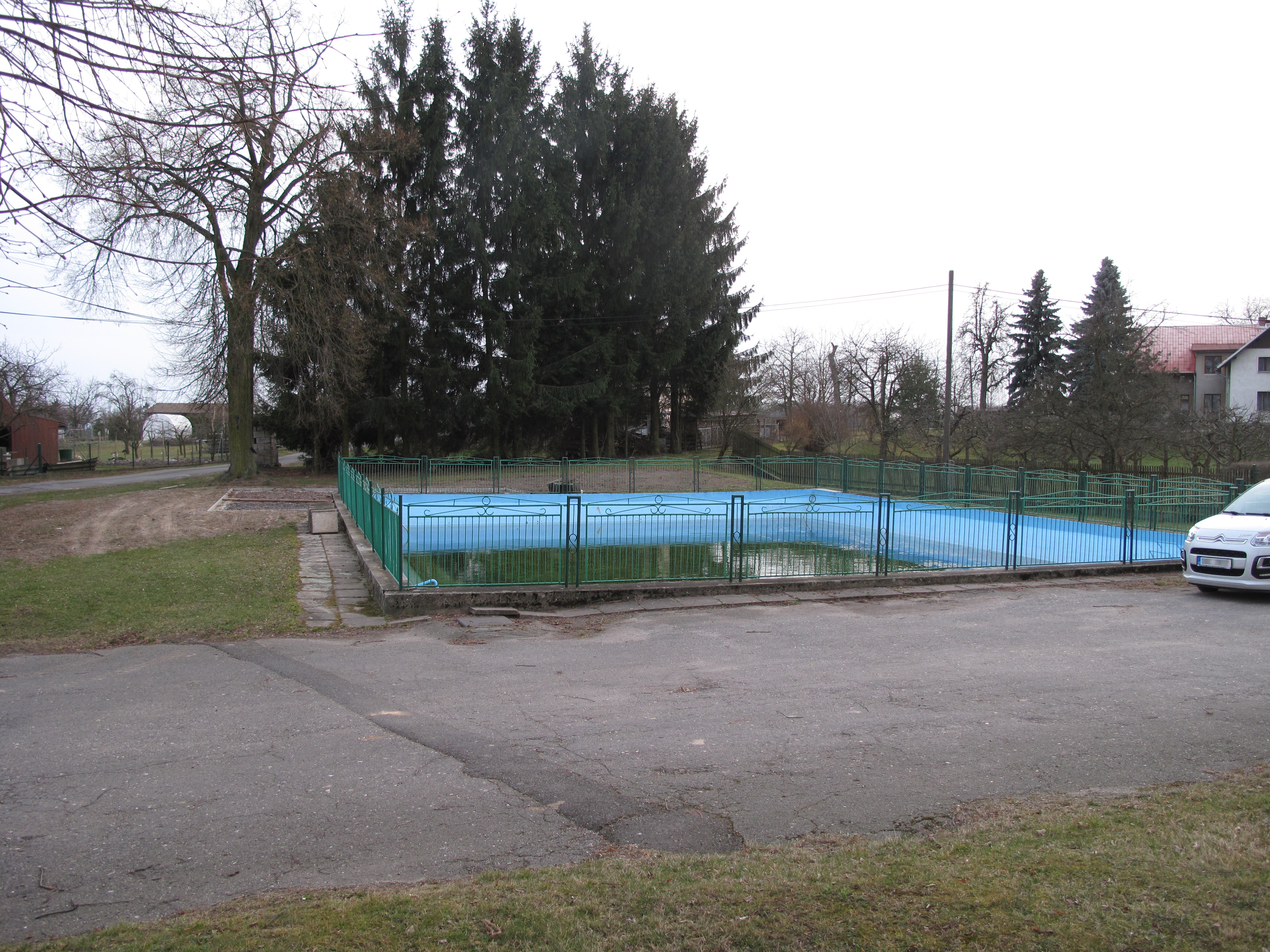
Nádrž
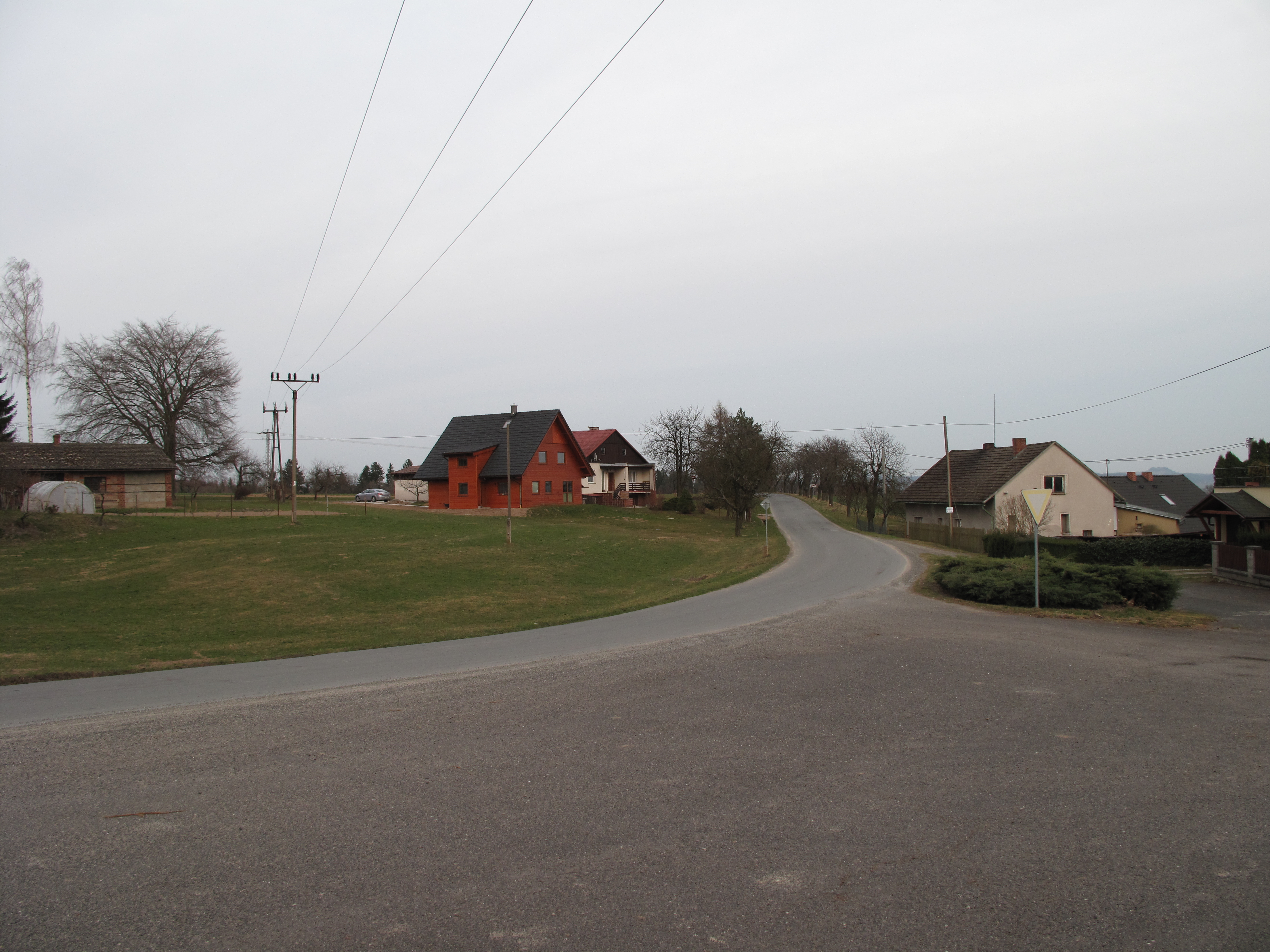
Domy